# توماس لوبيز
توماس لوبيز (بالإنجليزية: Thomas Lopez)‏ هو فنان أمريكي، ولد في 1935.

## وصلات خارجية
- توماس لوبيز على موقع ميوزك برينز (الإنجليزية)
- توماس لوبيز على موقع ميوزك برينز (الإنجليزية)